# Зворник
Зворник (на сръбски: Зворник) е град в Република Сръбска, федерация Босна и Херцеговина. Административен център на община Зворник. Населението на града през 1991 година е 14 584 души.

## История
По време на османското владичество е център на едноименния санджак. Вследствие от австро-турските войни многократно е бил под австрийско управление.

## Физико-географска характеристика
Градът е разположен по брега на река Дрина, до границата със Сърбия, където на отсрещния бряг се намира град Мали Зворник.

## Население
Населението на града през 1991 година е 14 584 души.

### Етнически състав
| Зворник               |                |                |                |
| Година на преброяване | 1991.          | 1981.          | 1971.          |
| Мюсюлмани             | 8.854 (60,71%) | 6.686 (55,04%) | 5.736 (67,18%) |
| Сърби                 | 4.235 (29,03%) | 3.491 (28,73%) | 2.424 (28,39%) |
| Хървати               | 76 (0,52%)     | 66 (0,54%)     | 83 (0,97%)     |
| Югославяни            | 944 (6,47%)    | 1.597 (13,14%) | 24 (0,28%)     |
| Други и неопределени  | 475 (3,25%)    | 307 (2,52%)    | 271 (3,17%)    |
| Общо                  | 14.584         | 12.147         | 8.538          |

## Личности
Личности, родом в града са:
- Сека Алексич – сръбска попфолк певица
- Нада Обрич – сръбска попфолк певица
- Филип Кляич (1913 – 1943) – народен герой на Югославия
- Марко Маркович (1935 – 2011) – спортен журналист
- Миралем Пянич – футболист
- Борисав Писич – атлет
- Александар Куколь – джудист